# U.S. Food and Drug Administration
United States Food and Drug Administration (FDA eller USFDA) är USA:s livsmedels- och läkemedelsmyndighet med ansvar för mat (för människor och djur), kosttillskott, läkemedel (för människor och djur), kosmetika, medicinsk utrustning (för människor och djur), radioaktivt strålande utrustning samt blodprodukter.
FDA fick sitt nuvarande namn 1930, men har sitt ursprung i Bureau of Chemistry (’kemibyrån’) som startades 1862 under Abraham Lincolns regering. 1927 delades Bureau of Chemistry upp i det reglerande Food, Drug, and Insecticide Administration (’livsmedels-, läkemedels- och insektsmedelsförvaltningen’) och det forskande Bureau of Chemistry and Soils (’kemi- och jordbyrån’), och den förra fick sitt nuvarande namn tre år senare.
Inom bland annat medicinteknisk industri talas ofta om produkter som uppfyller FDA:s lagkrav, kallade Quality System Regulation (QSR).